# Villerslev Sogn
Villerslev Sogn er et sogn i Sydthy Provsti (Aalborg Stift).
I 1800-tallet var Villerslev Sogn anneks til Hassing Sogn. Begge sogne hørte til Hassing Herred i Thisted Amt. Hassing-Villerslev sognekommune blev ved kommunalreformen i 1970 indlemmet i Sydthy Kommune, som ved strukturreformen i 2007 indgik i Thisted Kommune.
I Villerslev Sogn ligger Villerslev Kirke.
I sognet findes følgende autoriserede stednavne:
- Gudnæs (bebyggelse, ejerlav)
- Gudnæs Strand (bebyggelse)
- Irup Hede (bebyggelse)
- Lildbjerg (bebyggelse)
- Næsbjerg (areal)
- Vibberstoft (bebyggelse, ejerlav)
- Villerslev (bebyggelse, ejerlav)